# Julius Gellner
Julius Gellner (25. dubna 1899, Žatec – 24. října 1983, Londýn) byl divadelní režisér, považovaný za jednoho z nejznámějších německy hovořících režisérů 20. let 20. století.
V letech 1924 až 1933 byl superintendentem (Oberspielleiter) a zástupcem ředitele mnichovského divadla Münchner Kammerspiele im Schauspielhaus.
Byl strýcem britského filosofa a sociálního vědce Ernesta Gellnera.

## Život a činnost
Julius Gellner byl devátým dítětem Anny (rozené Löblové) a Maxe Gellnerových. Rodina se později přestěhovala ze Žatce do Prahy, kde se Julius vyučil bankovním úředníkem.
Jeho silný vztah k herectví se projevil již v této době, zejména pak poté, co vstoupil do amatérského divadelního souboru.
V roce 1918 odcestoval do Würzburgu, kde se mohl věnovat divadlu. Po počátečních potížích se mu podařilo získat místo herce v divadle. V počátcích kariéry působil také v Berlíně a Düsseldorfu. V Düsseldorfu ho objevil ředitel mnichovského divadla Otto Falckenberg, který ho v roce 1921 pozval Mnichova.
Později kvůli svému židovskému původu emigroval do Spojeného království, kde pracoval pro německojazyčnou verzi BBC.
Po předčasné smrti své jediné dcery na počátku 70. let se Gellner z velké části stáhl z divadla a věnoval se výchově svého malého vnuka.
Julius Gellner zemřel 24. října 1983 v londýnské nemocnici.